# イギリス鉄道745形電車
イギリス鉄道745形電車（イギリスてつどう745がたでんしゃ）は、イギリスの列車運行会社であるグレーター・アングリアが使用する電車。スイスの鉄道車両メーカーであるシュタッドラー・レールが製造する「FLIRT」シリーズの一員であり、同時に発注されたバイモード車両の755形と共に同社が初めてイギリス向けに製造した鉄道車両の1つでもある。

## 概要

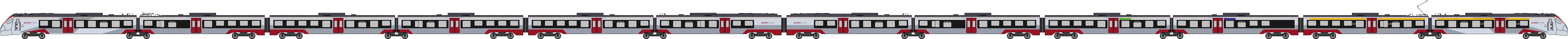
745/0形

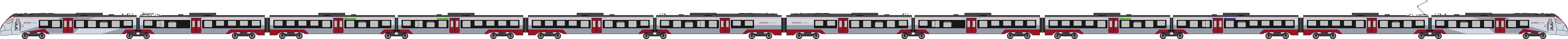
745/1形

グレーター・アングリアはイースト・アングリアを始めとしたイングランド東部の各都市を結ぶ列車網を展開する列車運行会社で、2020年現在はオランダのアベリオ（60 %）と日本の三井物産（40 %）が株を所持している。2016年のフランチャイズ権獲得に合わせ、当時グレーター・アングリアの完全親会社であったアベリオは、運営路線で使用されていた車両を全て新造車両へ置き換える事を発表し、ボンバルディア・トランスポーテーションとシュタッドラー・レールに大規模な発注を実施した。その中で745形は長距離列車（インターシティ）用電車としてシュタッドラー・レールへ発注されたものである。
シュタッドラー・レールが世界各地に展開する旅客車両ブランド「FLIRT」を基にしており、2車体連接構造となっている2両を6組繋いだ12両編成が組まれている。アルミニウム製の車体（前面は繊維強化プラスチック製）を始めとした設計においてはイギリスの車両限界や安全基準、アベリオから提示された条件が取り入れられている。車体の床は従来の車両より低くなっており、プラットホームと乗降扉や床面の高さが揃えられるためバリアフリーに適している他、乗客の流動性向上も図られている。車内には2 + 2列のクロスシートが配置され、冷房に加えて自転車が設置可能なフリースペースが存在し、wi-fiを用いたインターネット接続も可能である。制動装置には回生ブレーキが搭載されており、消費エネルギー量の削減が実現している。
745形は用途によって以下の分類が行われており、双方とも10本ずつ発注が行われている。
- 745/0形 - 都市間列車（インターシティ）用車両。車内にファーストクラスの座席が設置されている他、各座席で食事が可能なケータリングサービス用調理室も存在する[1][8]。
- 745/1形 - リバプールとロンドン・スタンステッド空港を結ぶ空港連絡列車「スタンステッド・エクスプレス（英語版）」用車両[1][3][8]。

## 運用
2019年に最初の車両が完成し、各路線で試運転が行われた後、2020年1月8日から営業運転を開始した。車内の情報案内システムの不具合によって導入計画に遅れが生じたが、それ以降は従来の車両の置き換えが進み、同年4月をもって1846年から1世紀半以上続いたロンドンとイースト・アングリアを結ぶ客車列車は姿を消した。同年4月現在、745/0形・745/1形合わせて12本が在籍し、双方ともインターシティに用いられている。

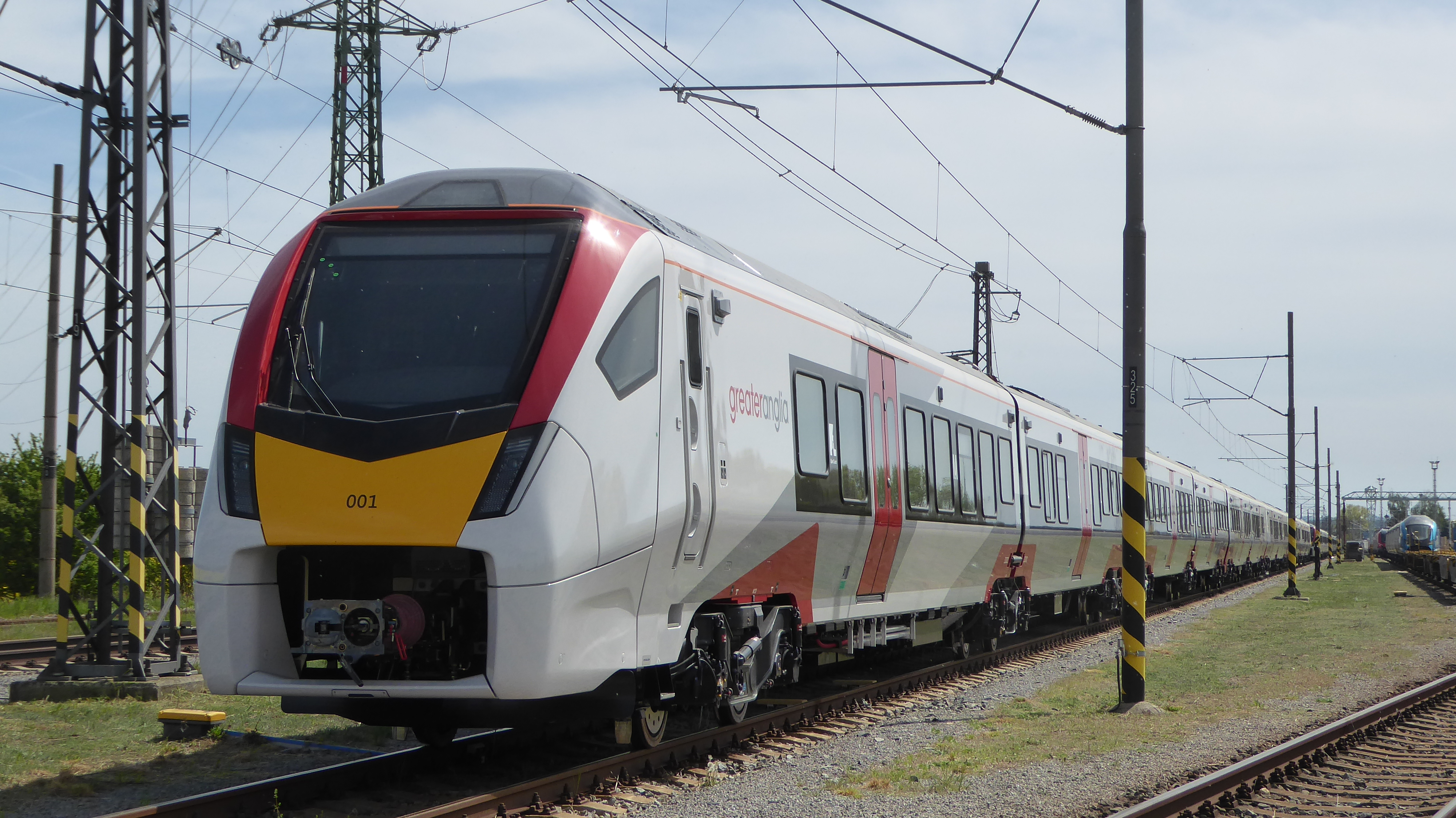
チェコのヴェリム鉄道試験線で試運転中の745形（2019年撮影）
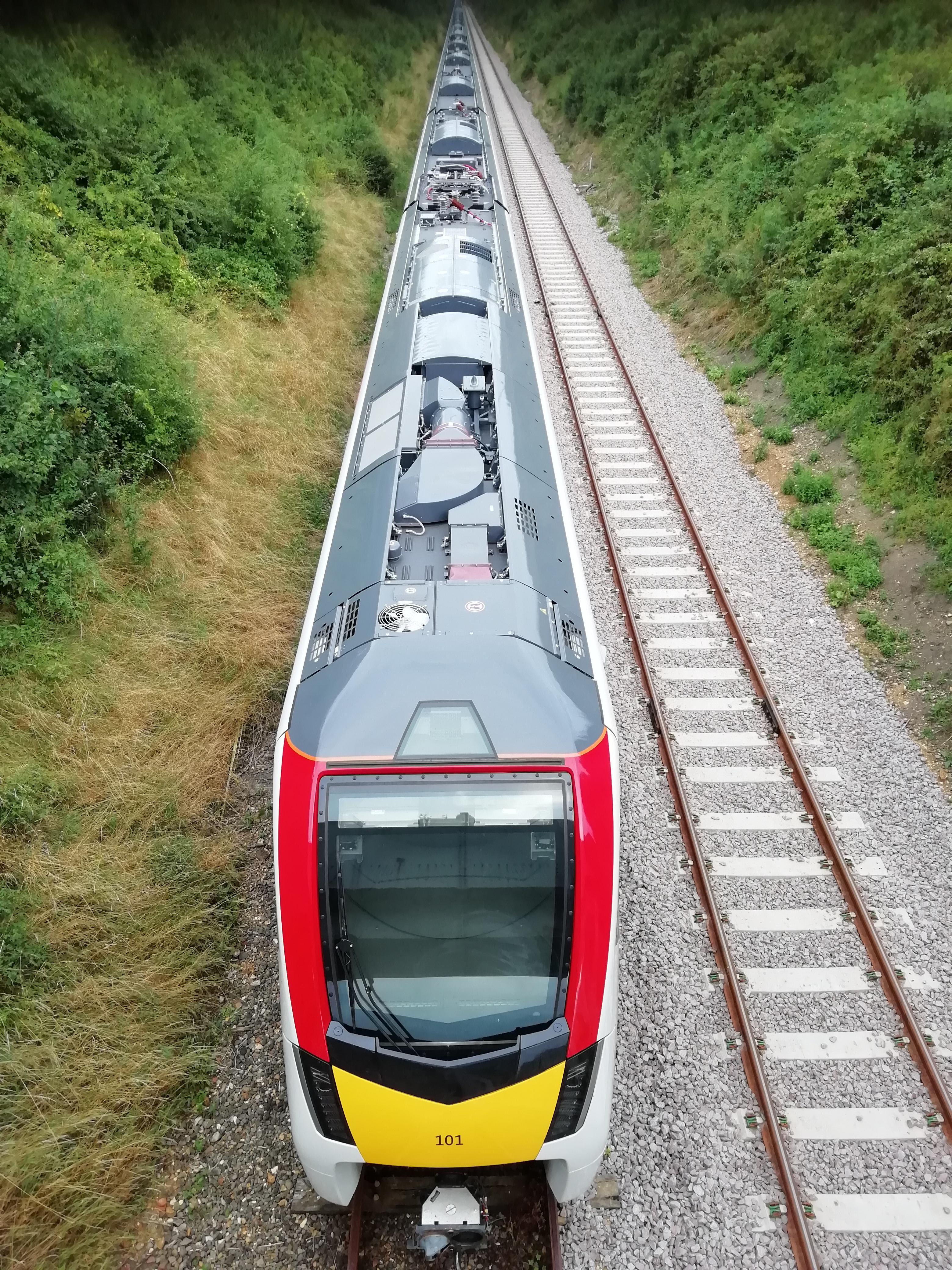
イギリスに到着後の745形（2019年撮影）
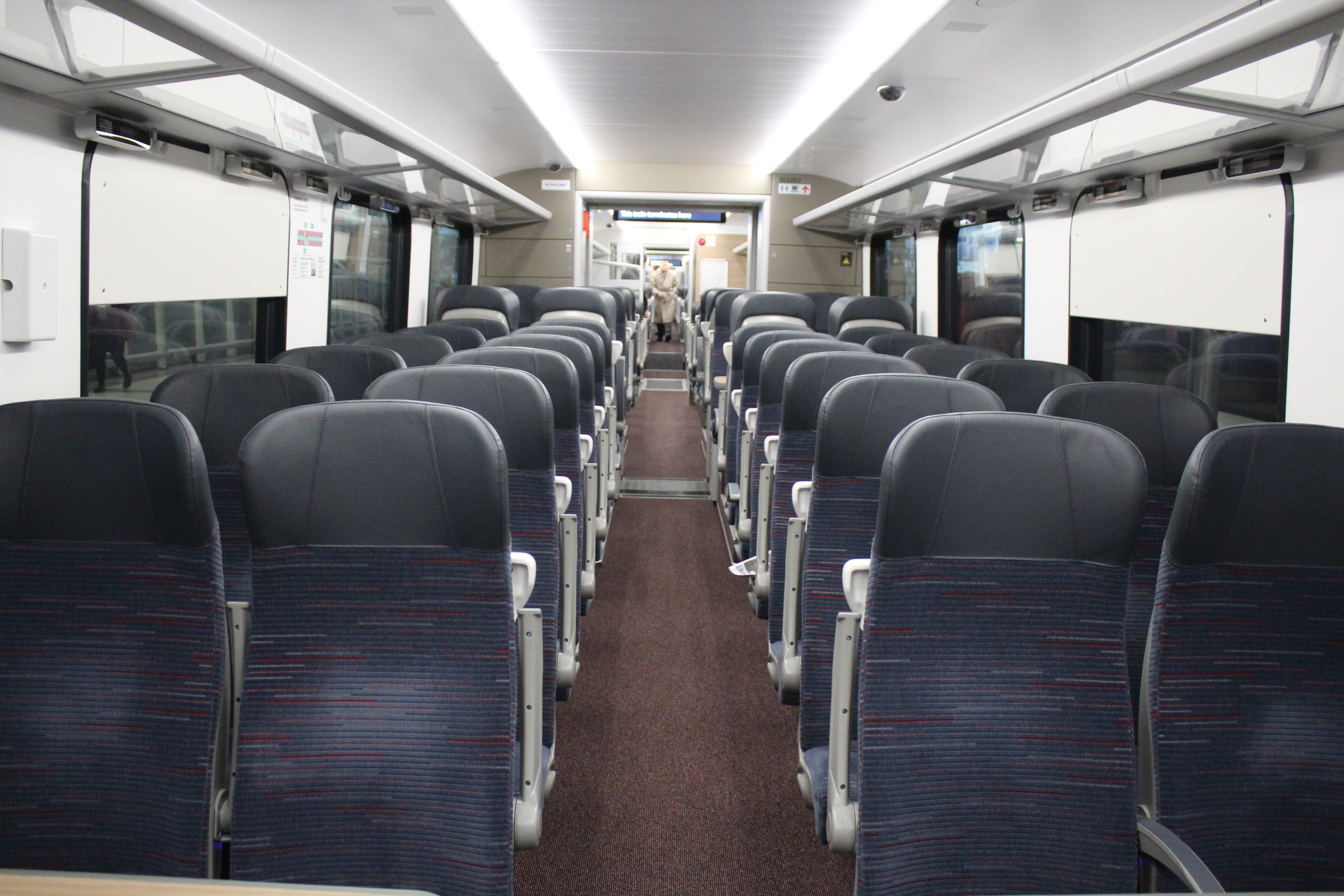
車内